# Nghĩa Tá
Nghĩa Tá là một xã nằm ở phía tây của tỉnh Thái Nguyên, Việt Nam.

## Địa lý
Xã Nghĩa Tá có vị trí địa lý:
- Phía đông giáp xã Chợ Đồn, xã Yên Phong và xã Kim Phượng
- Phía tây giáp tỉnh Tuyên Quang
- Phía nam giáp xã Định Hoá và tỉnh Tuyên Quang
- Phía bắc giáp xã Yên Thịnh và xã Chợ Đồn

Xã Nghĩa Tá có diện tích 166,89 km², dân số năm 2025 là 7.787 người.
Nghĩa Tá là vùng đầu nguồn của sông Phó Đáy. Trên suối Nậm Nam có hồ thủy lợi Nghĩa Tá. Xã có quốc lộ 3C (tên cũ là tỉnh lộ 254) chạy qua, trên tuyến có cầu Nà Đẩy bắc qua sông Phó Đáy.

## Lịch sử
Tháng 6 năm 2025, xã Nghĩa Tá được thành lập trên cơ sở nhập toàn bộ diện tích tự nhiên, quy mô dân số của xã Lương Bằng (diện tích tự nhiên là 61,09 km², dân số là 2.275 người), xã Nghĩa Tá (diện tích tự nhiên là 40,61 km², dân số là 1.745 người) và xã Bình Trung (diện tích tự nhiên là 65,18 km², dân số là 3.767 người) của huyện Chợ Đồn. Trụ sở làm việc của xã nằm tại xã Nghĩa Tá cũ.

## Hành chính
Đến năm 2019, xã Nghĩa Tá có chín thôn là Nà Cà, Nà Kiến, Nà Đeng, Kéo Tôm, Nà Tông, Nà Đẩy, Nà Khằn, Bản Lạp, Bản Bẳng.
Xã Bình Trung có 15 thôn là Tông Quận, Đon Liên, Nà Oóc, Nà Quân, Nà Phầy, Bản Điếng, Bản Tuốm, Vằng Quân, Khuổi Áng, Bản Ca, Pác Pạu, Pác Nghiên, Khuổi Đẩy, Bản Pèo, Vằng Doọc.
Xã Lương Bằng có 15 thôn là Nà Lếch, Bản Chang, Nà Tẳng, Tham Thẩu, Bản Vèn, Nà Mương, Bản Đó, Búc Duộng, Nà Lùng, Nà Bưa, Bản Diếu, Bản Quằng, Nà Chiếm, Khôn Hên, Bản Mòn.